# Johannes Evangelist Elger
Johannes Evangelist Elger OSB (* 28. August 1756 in München als Augustinus Joseph Elger; † 16. Oktober 1828 in Deggendorf) war ein deutscher Botaniker und Mönch in der bayerischen Benediktinerabtei Metten.

## Biographie
Augustinus Joseph Elger trat nach dem Gymnasialabschluss 1774 am (heutigen) Wilhelmsgymnasium München 1776 in das Kloster Metten ein und erhielt bei der Profess 1777 den Ordensnamen Johannes Evangelist. Im Hausstudium des Klosters studierte er Theologie und Kirchenrecht. Nach der Priesterweihe bekleidete er im Kloster die Ämter des Vestiars und des Garteninspektors. Außerdem war er zeitweise als Kaplan in den vom Kloster betreuten Pfarreien Michaelsbuch und Stephansposching tätig.
Neben den klösterlichen und seelsorglichen Aufgaben widmete sich Johannes Evangelist Elger mit großem Eifer seinen naturwissenschaftlichen Interessen. Im Kloster legte er eine Sammlung einheimischer Insekten und Pflanzen an. Seine botanischen Beobachtungen stellte er in umfangreichen Manuskripten zusammen, die er eigenhändig mit Zeichnungen und Aquarellen illustrierte. Seine Handschriften kamen als Nachlass in die königliche Hof- und Zentralbibliothek nach München.
Johannes Evangelist Elger gehörte zu den Pionieren der modernen Botanik in Bayern. Als Botaniker steht er unter dem Einfluss der systematischen Klassifizierung der Tier- und Pflanzenwelt des schwedischen Forschers Carl von Linné.

## Werk
- Flora bavarica, seu Icones plantarum Bavariae idigenarum, 6 Bde. (1790).
- Musci Bavarici ex historia muscorum Jak. Delleni excerpti, delineati, pictique, 48 Tafeln (1798).
- Beschreibung und Abbildung ausländischer Pflanzen in 10 Klassen geteilt, 4 Bde. (1800).
- Plantae Medicinales cum denominationibus pharmaceuticis et Linnaeis oder Arzneipflanzen nach Pharmacopischen und Linnäischen Benennungen (1800).
- Bayerns Arzney- und Hauswirtschaftspflanzen in alphabetischer Ordnung nebst ihren Benennungen in verschiedenen Sprachen, ihren Standorten, Blütezeiten etc. (1807).
- Anfangsgründe der Pflanzenkunde in bildlicher Darstellung aller zur Pflanzenkunde nothwendigen Theile (1808).